# Hans von Koessler
Hans von Koessler (alemany: Hans Koessler)  (Kemnath, 1 de gener de 1853 - Ansbach, 23 de maig de 1926) va ser un compositor alemany, director d'orquestra i professor de música. A Hongria, on va treballar durant 26 anys, va ser conegut com János Koessler. Koessler, cosí de Max Reger, va néixer a Waldeck, Fichtelgebirge (que ara forma part de Kemnath, Alt Palatinat).
Va ser educat en l'instrument de l'òrgan des de 1874 fins a 1877 per Joseph Rheinberger i va assistir a les lliçons de Franz Wüllner a Múnic. Immediatament després, es va traslladar a Dresden, on va ser nomenat director i professor de Teoria i Música Coral a l'Escola de Música de Dresden. Des de 1878 va ser també director de l'orquestra Dresdner Liedertafel. De 1882 a 1908, va ser inicialment professor d'Orgue i Cor a l'Acadèmia Nacional de Música de Budapest a Hongria. Més tard, també es va convertir en professor de composició.
Els seus alumnes es van convertir en alguns dels millors compositors hongaresos de l'època: Zoltán Kodály, Béla Bartók, Emmerich Kálmán, Ernő Dohnányi i Leó Weiner. Després de la seva jubilació en 1908, va tornar a Alemanya.
Koessler va compondre més de 130 obres, incloent-hi una òpera, dues simfonies, una variació simfònica per a orquestra, un concert per a violí, dos quartets per a corda, un quintet de corda, un sextet de corda, un quintet de piano, una suite per a piano, violí i viola, una exhibició per a cor femení i òrgans. No obstant això, com a resultat de la seva erràtica manera de vida, un gran nombre de les seves composicions es van perdre, o es troben només en mans privades.
La seva música de cambra ha estat molt elogiada per diversos comentaristes, inclòs el musicòleg Wilhelm Altmann.